# 3D XPoint

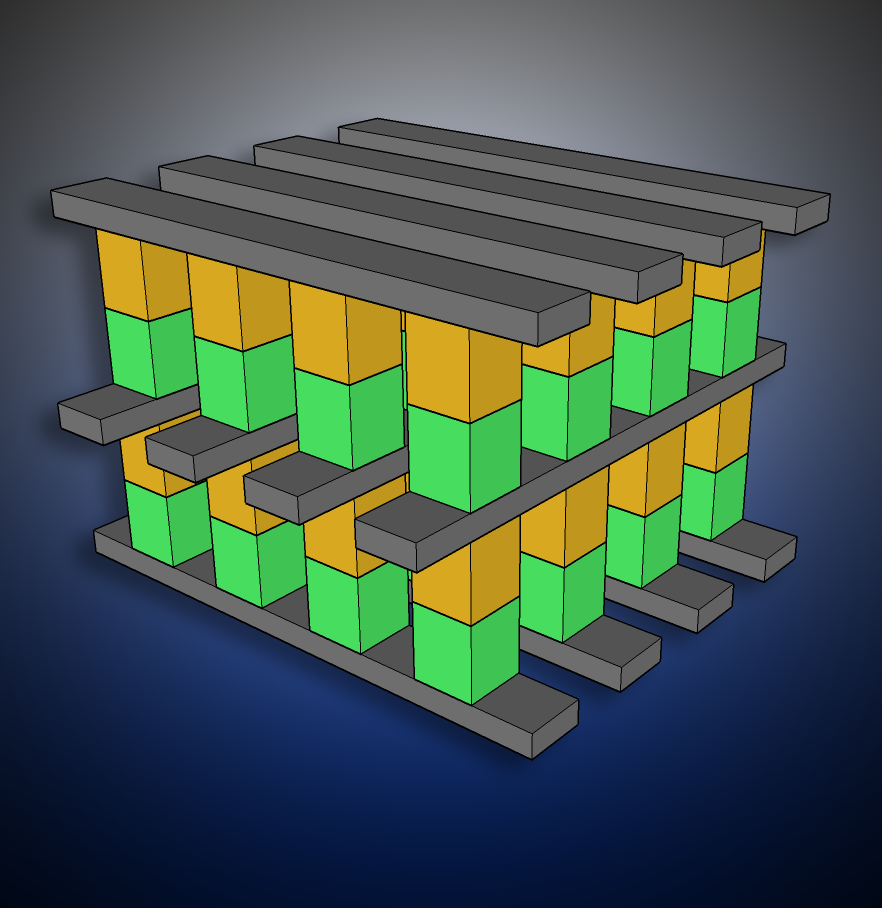
Diagrama de dupla camada do 3D XPoint

3D XPoint é uma memória não-volátil, o desenvolvimento do 3D XPoint foi a primeira nova categoria de memória feita nos últimos 25 anos. Essa memória é vendida pelo nome de Intel Optane e foi desenvolvida pela Intel juntamente pela Micron em agosto de 2015.
Em 2016 e no início de 2017 os principais SSDS com 3D XPoint testados foram até quatorze vezes mais rápido em operações de escrita e três vezes mais resistentes que unidades com memória Flash NAND de forma com que estejam livres dos piores desafios de fragmentação.
A memória 3D XPoint é baseada em técnicas de camada e combina elementos NAND e DRAM. Sendo mais densas conseguem suportar mais células de memória, armazenando mais dados. Estas células são posicionadas em interseções das linhas de cada camada de uma forma que elas ficam muito próximas uma das outras, não necessitando de transistores contrária da NAND.
Pode ser usado como:
- Memória Principal;
- Banco de RAM secundário;
- Substituindo um SSD ou disco rígido;

## Produção Inicial
Em meados de 2015, a Intel anunciou a marca Optane para produtos de armazenamento baseados na tecnologia 3D XPoint. Micron (usando a marca QuantX) estimou a memória a ser vendida por cerca de metade do preço da memória dinâmica de acesso aleatório (DRAM), mas quatro a cinco vezes o preço da memória flash. Inicialmente, uma instalação de fabricação de wafer em Lehi, Utah, operada pela IM Flash Technologies LLC (uma joint venture Intel-Micron) fez pequenas quantidades de chips de 128 Gbit em 2015. Eles empilham dois aviões de 64 Gbit. No início de 2016, a produção em massa dos chips era esperada em 12 a 18 meses.
No início de 2016, o IM Flash anunciou que a primeira geração de drives de estado sólido atingiria 95.000 IOPS com latência de 9 microssegundos. Essa baixa latência aumenta significativamente o IOPS em baixas profundidades de fila para operações aleatórias. No Intel Developer Forum 2016, a Intel demonstrou placas de desenvolvimento PCI Express (PCIe) de 140 GB mostrando uma melhoria de 2,4–3 × nos benchmarks em comparação com unidades de estado sólido (SSDs) flash PCIe NAND. Em 19 de março de 2017, a Intel anunciou seu primeiro produto: uma placa PCIe disponível no segundo semestre de 2017.

### Desenvolvimento
A memória 3D XPoint foi desenvolvida durante 10 anos. Se tornando um projeto em conjunto da Intel e Micron desde 2012, no seu lançamento foi dito que para aumentar a capacidade de armazenamento futuramente, haveriam duas opções. Uma seria a de aumentar o número de camadas e a outra seria reduzir a geometria da célula.
No seu lançamento foi dito ser uma tecnologia de RAM resistiva radical que é endereçável por bits. Foi desenvolvida para ser usada como um substituto para drives de estado sólido e placas PCIe NVMe (Memória Expressa Não-Volátil), não necessitando de alterações no software host.
Até hoje, 3D XPoint tem sido a memória autônoma mais amplamente produzida comparada com outras memórias baseadas em carga. Enquanto que outras memórias alternativas, como, ReRAM ou MRAM, até agora só foram amplamente desenvolvidas em plataformas embarcadas.

### Lançamento
O lançamento nos Estados Unidos, teve uma recepção morna, devido ao fato das limitações impostas nas placa mães que suportam a Intel Optane, não suportarem qualquer tipo de SSD. E deveria de ser comparada com SSD, pois o desempenho dela é superior ao HD. No entanto no seu lançamento no Brasil, a Intel Optane era uma boa opção por ser mais em conta que SSD e tendo um desempenho superior aos HDs.
Deve-se destacar que mais tarde críticos famosos dos Estados Unidos concluiriam que a tecnologia 3D XPoint era incrível. Tom's Hardware descreveu Optane 900p como se fosse uma "criatura mítica" que tem de ser vista para acreditar, ela dobrava a velocidade do melhor produto disponível no mercado.

### Inatividade da Micron
Em março de 2021 a Micron anunciou que abandonaria a fabricação e o desenvolvimento da memória 3D Xpoint, após três meses fecha a venda da sua fábrica em Utah para a Texas Instruments. A Micron procura novos tipos para data centers, habilitados pela interconexão CXL.
A Intel continuará fornecendo produtos Optane.

### Compatibilidade
Há diferenças na compatibilidade da Memória Intel Optane para a Intel Optane SSD. Como componente de memória, Optane requer um chipset específico e suporte de CPU.
Como um SSD, Optane é compatível com uma diversa gama de sistemas, e seus requerimentos são-capacidade de conexão ao hardware, sistema operacional, BIOS / UEFI e suporte de driver para NVMe e resfriamento adequado.
- A memória é compatível apenas com a 7ª gerações de processadores da Intel (core i3,i5 e i7);
- A placa mãe deve ter formato M.2 compatíveis com Optane;[22]
- Intel Rapid Storage Technology 15,5 ou driver mais novo;[23]
- BIOS do sistema compatível com UEFI 2.3.1 ou posterior com suporte NVMe;[24]